# Paris-Roubaix espoirs 2014
La 47e édition de Paris-Roubaix espoirs s'est déroulée le 1er juin 2014. La course fait partie du calendrier UCI Europe Tour 2014 en catégorie 1.2U. Elle est remportée par le Néerlandais Mike Teunissen de l'équipe Rabobank Development.

## Présentation

### Équipes
Classé en catégorie 1.2U de l'UCI Europe Tour, Paris-Roubaix espoirs est par conséquent ouvert aux équipes continentales professionnelles françaises, aux équipes continentales, aux équipes nationales et aux équipes régionales et de clubs.
Vingt-quatre équipes participent à ce Paris-Roubaix espoirs : six équipes continentales, trois équipes nationales et quinze équipes régionales et de clubs.
| Équipes continentales     | Équipes continentales | Équipes continentales |
| Nom de l'équipe           | Pays                  | Code                  |
| ------------------------- | --------------------- | --------------------- |
| An Post-ChainReaction     | Irlande               | SKT                   |
| Bissell Development       | États-Unis            | BDT                   |
| Color Code-Biowanze       | Belgique              | CCB                   |
| Etixx                     | Tchéquie              | ETI                   |
| Giant-Shimano Development | Suède                 | GID                   |
| Rabobank Development      | Pays-Bas              | RDT                   |

| Équipes nationales                      | Équipes nationales | Équipes nationales |
| Nom de l'équipe                         | Pays               | Code               |
| --------------------------------------- | ------------------ | ------------------ |
| Équipe nationale des États-Unis espoirs | États-Unis         | USA                |
| Équipe nationale des Pays-Bas espoirs   | Pays-Bas           | NED                |
| Équipe nationale de Suisse espoirs      | Suisse             | SUI                |

| Équipes régionales et de clubs    | Équipes régionales et de clubs | Équipes régionales et de clubs |
| Nom de l'équipe                   | Pays                           | Code                           |
| --------------------------------- | ------------------------------ | ------------------------------ |
| Baguet-MIBA Poorten-Indulek       | Belgique                       | BMP                            |
| BCV Works-Soenens                 | Belgique                       | BCV                            |
| BIC 2000                          | France                         | BIC                            |
| BMC Development                   | États-Unis                     | BMD                            |
| CC Nogent-sur-Oise                | France                         | NOG                            |
| Chambéry CF                       | France                         | CCF                            |
| EFC-Omega Pharma-Quick Step       | Belgique                       | EFC                            |
| Équipe régionale de Bourgogne     | France                         | BOU                            |
| Équipe régionale de Franche-Comté | France                         | FRC                            |
| Équipe régionale de Normandie     | France                         | NOR                            |
| Équipe régionale du Rhône-Alpes   | France                         | RHO                            |
| ESEG Douai                        | France                         | DOU                            |
| Lotto-Belisol U23                 | Belgique                       | LTU                            |
| VC Rouen 76                       | France                         | VCR                            |
| Vendée U                          | France                         | VEN                            |

### Règlement de la course

#### Primes
Les vingt prix sont attribués suivant le barème de l'UCI,. Le total général des prix distribués est de 6 010 €.
| Position | 1er     | 2e      | 3e    | 4e    | 5e    | 6e    | 7e    | 8e    | 9e    | 10e à 20e |
| Prix     | 2 425 € | 1 210 € | 607 € | 305 € | 240 € | 180 € | 180 € | 118 € | 118 € | 57 €      |

## Classements

### Classement final

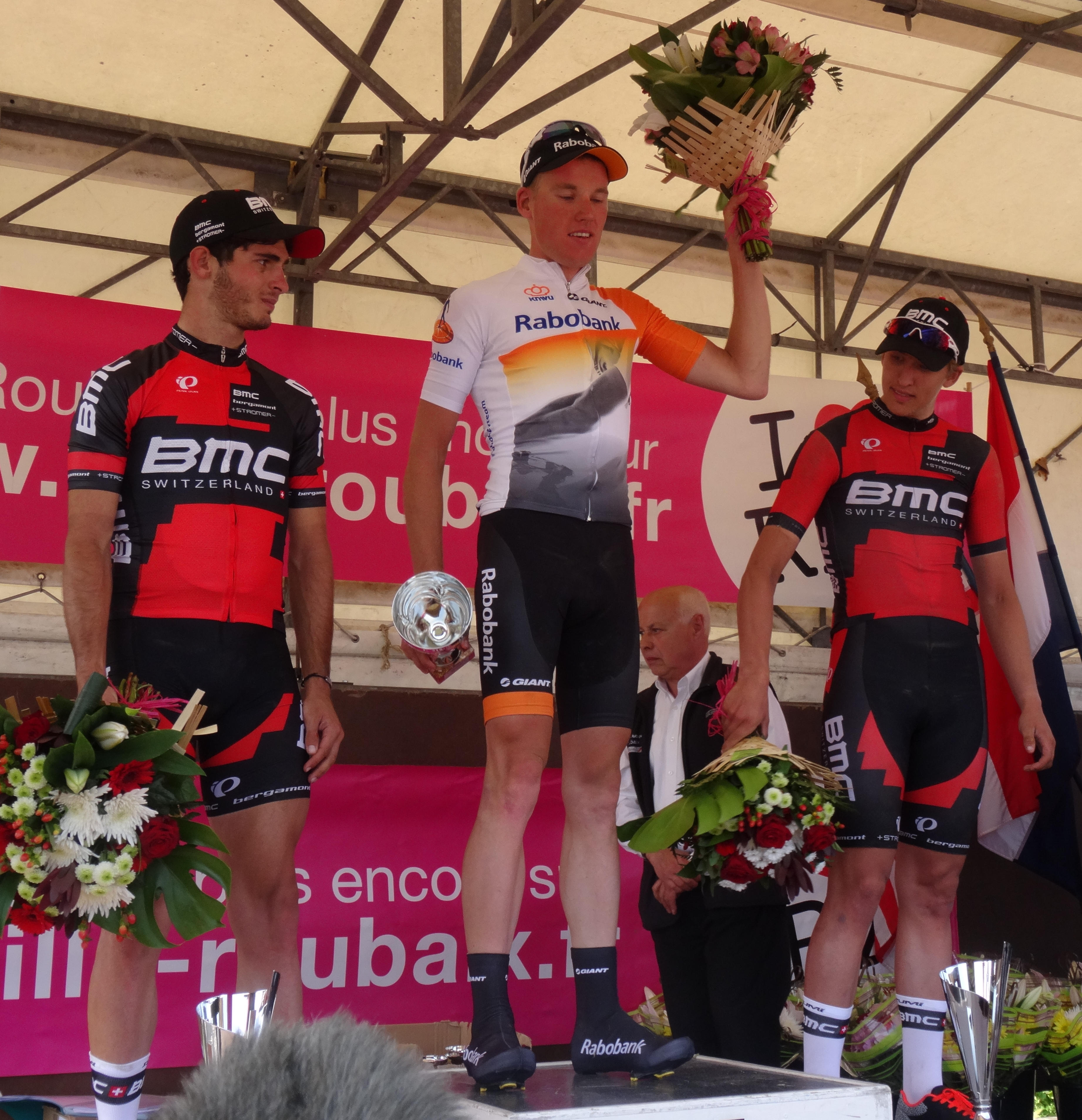
Podium de l'édition 2014 de Paris-Roubaix espoirs : Tyler Williams (2e), Mike Teunissen (1er) et Bas Tietema (3e).

Mike Teunissen (Rabobank Development) parcourt les 176,7 kilomètres en 4 h 31 min 50 s, soit à une vitesse moyenne de 39,001 km/h. Il est suivi par Tyler Williams (BMC Development) à 1 min 15 s et par Bas Tietema (BMC Development) à 1 min 49 s. Sur les 134 coureurs qui ont pris le départ, 88 franchissent la ligne d'arrivée.
| Classement général, | Classement général, | Classement général, | Classement général,                   | Classement général, |
|                     | Coureur             | Pays                | Équipe                                | Temps               |
| ------------------- | ------------------- | ------------------- | ------------------------------------- | ------------------- |
| 1er                 | Mike Teunissen      | Pays-Bas            | Rabobank Development                  | en 4 h 31 min 50 s  |
| 2e                  | Tyler Williams      | États-Unis          | BMC Development                       | + 1 min 15 s        |
| 3e                  | Bas Tietema         | Pays-Bas            | BMC Development                       | + 1 min 49 s        |
| 4e                  | Ricardo van Dongen  | Pays-Bas            | Rabobank Development                  | + 1 min 49 s        |
| 5e                  | Fabien Grellier     | France              | Vendée U                              | + 1 min 49 s        |
| 6e                  | Gert-Jan Bosman     | Pays-Bas            | Équipe nationale des Pays-Bas espoirs | + 1 min 49 s        |
| 7e                  | Amaury Capiot       | Belgique            | Lotto-Belisol U23                     | + 1 min 49 s        |
| 8e                  | Logan Owen          | États-Unis          | Bissell Development                   | + 1 min 49 s        |
| 9e                  | Wout Franssen       | Belgique            | An Post-ChainReaction                 | + 1 min 49 s        |
| 10e                 | Cédric Verbeken     | Belgique            | BCV Works-Soenens                     | + 1 min 49 s        |
| modifier            |                     |                     |                                       |                     |

### UCI Europe Tour
Ce Paris-Roubaix espoirs attribue des points pour l'UCI Europe Tour 2014, par équipes seulement aux coureurs des équipes continentales professionnelles et continentales, individuellement à tous les coureurs des équipes précitées.
| Position           | 1er | 2e | 3e | 4e | 5e | 6e | 7e | 8e |
| Classement général | 40  | 30 | 25 | 20 | 15 | 10 | 5  | 3  |

Ainsi, Mike Teunissen (1er) remporte quarante points, Riccardo van Dongen (4e) douze points, Gert-Jan Bosman (6e) huit points et Logan Owen (8e) trois points. Tyler Williams (2e), Bas Tietema (3e), Fabien Grellier (5e) et Amaury Capiot (7e) ne remportent pas de points car ils font partie d'équipes de clubs.